# Pirata iriomotensis
Pirata iriomotensis este o specie de păianjeni din genul Pirata, familia Lycosidae, descrisă de Tanaka, 1989. Conform Catalogue of Life specia Pirata iriomotensis nu are subspecii cunoscute.